# Борис Персийски
Борис Асенов Персийски, с родно име Исмаил Хасан, е ирански и български килимар и фабрикант.

## Биография
Роден е на 15 април 1879 г. в Тебриз, Персия. Родителите му са от етно-религиозната група на алианите. Напуска родината си много млад, след смъртта на майка му, като известно време живее със сестра си в Истанбул. Около 1900 г. се заселва в България, след неуспешен опит да заживее при баща му, който се жени повторно в Тбилиси за рускиня, но втората жена на баща му, не разрешила той да живее при тях, разочарован той се завръща обратно в Истанбул с влак. Влакът е имал двучасов престой в гр Шумен, където се запознава с местния депутат - Борис Краев. Родителите на първата му съпруга поставят условие, той да смени религията си. В продължение на 40 дни посещава църква, като накрая приема светото кръщение и името Борис Асенов Персийски от името на неговия приятел депутата Борис Краев. От първата се жена Веселина има две дъщери и един син. През 1904 г. е назначен за пътуващ майстор по килимарство в Шумен. От 1907 г. е назначен за майстор-управител на Държавна образцова работилница по персийско килимарство – Шумен. Премества се в гр. София, където създава собствена фабрика за персийски килими „Борис А. Персийски“. Той осигурява добро образование на децата си, най-голямата му дъщеря Горанка - завършва в Рим, рисуване и остава там, втората му дъщеря Иванка, завършва Консерватория също в Рим, а сина му Асен търговски колеж в Истанбул, но се развежда с първата си съпруга, като се премества в гр Панагюрище. През 1937 г. се запознава с младата и красива рисувачка на персийски килими Донка Костуркова, От втория му брак се раждат три дъщери - Мими, Екатерина и Лилия. През 1937 г. е сред учредителите на ТПК „Персийски килим“. Умира на 15 декември 1944 г. в Панагюрище. Изявен дарител, за което е награден със сребърен знак за дарителска дейност.
Личният му архив се съхранява във фонд 565К в Държавен архив – Пазарджик. Той се състои от 32 архивни единици от периода 1900 – 1948 г. В него се съхраняват: Благодарствени писма до Персийски от Щаба на действащата армия, Отделение историческо - Кюстендил относно подарените картини на музея; от Дирекция на печата - София за предоставена на в. „Таймс“ информация за България; от Съюза на гимнастическите дружества, от министерство на войната за дарени от него порцеланова ваза с цветен образ на германския император Вилхелм II и Свидетелство за награждаването му с почетен сребърен знак за дарителска дейност (1918-1940).
Писмо-изложение до шах Реза Пахлави за приемане на български инструктори, учители и стопански деятели в помощ на Иран [1944]; Писмо до Георги Димитров (без подпис, на служебна бланка - фабрика «Борис А. Персийски»), с молба за получаване на снимка от Техеранската среща между Сталин, Рузвелт и Чърчил за изработване на стенен гоблен [1946].